# Heather Loeffler
Heather Loeffler ist eine US-amerikanische Bühnenbildnerin.

## Leben
Loeffler studierte von 2003 bis 2007 an der Yale University Architektur. Die Northwestern University schloss sie mit einem Bachelor of Arts in Urban Studies and Asian Studies ab. Von Mai 2007 bis Mai 2010 war sie als Designerin bei Bloomerstudio, welches architektonische Ornamente und öffentliche Skulpturen entwirft und produziert, tätig. Seit Juli 2011 ist sie bei der von Loeffler selbst mitbegründeten Firma Darling Loeffler-Puurunen Architecture tätig.

Loefflers bisher größter Erfolg war 2013 mit dem Film American Hustle. Dieser Film stellt die zweite Zusammenarbeit mit Jennifer Lawrence nach Silver Linings dar und brachte ihr die erste Oscarnominierung ein.

Loeffler lebt derzeit in New York City.

## Filmografie (Auswahl)
- 2001: The Jimmy Show
- 2002: XX/XY
- 2002: Personal Velocity: Three Portraits
- 2003: Rick
- 2004: Garden State
- 2004: Dandelion – Eine Liebe in Idaho (Dandelion)
- 2005: Thumbsucker
- 2011: We Need to Talk About Kevin
- 2011: Shame
- 2012: Girls (Fernsehserie; 1 Folge)
- 2012: Silver Linings
- 2013: Blood Ties
- 2013: American Hustle
- seit 2013: Alpha House (Fernsehserie; 10 Folgen)

## Auszeichnungen
- 2014: BAFTA Award: Nominierung in der Kategorie Bestes Szenenbild für American Hustle
- 2014: Oscar: Nominierung in der Kategorie Bestes Szenenbild für American Hustle